# 翠ヶ丘公園
翠ヶ丘公園（みどりがおかこうえん）は、福島県須賀川市にある公園。日本の都市公園100選の一つ。

## 概要
須賀川市の市街地中心部に位置。須賀川市の木である約1800本のアカマツを主体とした自然林の中に広場や展望デッキなどが整備されている。公園内には須賀川(下の川)が流れている。
日本三大火祭りである松明あかしの会場でもある。

## 沿革
- 1923年（大正13年） - 妙見山を公園としたのが始まりとされる。
- 1925年（大正15年）- 須賀川城主・二階堂氏の居城があった愛宕山も公園に含められる
- 1959年（昭和34年）- 同じ地区にある五老山や武家屋敷跡地である保土原舘、南舘などの周辺地域も含め、須賀川市初の都市公園として整備に着手する。
- 1989年（平成元年）7月 - 日本の都市公園100選に選定される。
- 1990年（平成2年）2月 - 「福島県ふるさとアメニティ地区」に認定される。
- 2015年（平成27年）3月 - 東部環状線沿いに芦田塚駐車場が完成。

## 園内概要
- わんぱく広場
  - 大型複合遊具がある。
- 中央園地
- 妙見遊園地
  - 3連ブランコ、滑り台、ジャングルジム、ローラー滑り台などといった遊具が存在。
- 池上町遊園地
  - 4連ブランコ、滑り台、複合遊具、シーソーなどといった遊具が存在。
- 五老山
- 保土原舘広場
- 須賀川市立博物館
- 老人憩の家
- 新池
- 石の彫刻の森
- 岩瀬山遺跡

など

## アクセス
- 電車・バス
  - JR東北本線・須賀川駅下車→バス「宮先町」下車→徒歩8分[2]
- 車
  - 東北自動車道須賀川ICより10分[2]

## 周辺
- 福島県道54号須賀川三春線
- 福島県立須賀川高等学校
- 国立病院機構福島病院